# Famille Mauvoisin
La maison Mauvoisin est une famille féodale française originaire de la région de Rosny-sur-Seine, dans le Nord-Ouest des Yvelines, non loin de la frontière avec la Normandie. Cette famille s'est éteinte au XVe siècle.

## Histoire

### Origines
Les origines des Mauvoisins restent obscures.
Selon Gilles-André de La Roque : « les Mauvoisin tiraient leur origine de Guillaume, seigneur de Garlande et de Livry, Sénéchal de France, duquel descendait, au quatrième degré, Robert de Garlande, surnommé Mauvoisin, qui fut le chef des Mauvoisin-Rosny… Tout porte à penser que c’est réellement Raoul Mauvoisin, dit le Barbu, qualifié premier sire de Rosny par du Chesne, qui commença, vers le milieu du XIe siècle, la longue et brillante lignée des seigneurs barons de Rosny. ».
Au sujet des vicomtes de Pontoise et de Mantes, J. Depoin, estime que Raoul Ier Mauvoisin était l’un des trois fils de Raoul Deliés, et par cela même descendait des comtes de Valois. D’après Depoin, c’est Raoul II qui fit des ravages en 1087 en Normandie.
Raoul Mauvoisin, seigneur de Rosny-sur-Seine, vicomte de Mantes-la-Jolie, mort après 1074, est le premier auteur connu de cette famille. D’après Orderic Vital, les ravages causés dans l’Évrecin par Raoul Ier Mauvoisin, furent la cause de la campagne entreprise en 1087 par Guillaume le Conquérant, campagne terminée par la destruction de Mantes.

### Vassaux du Roi de France
Guy II Mauvoisin fut un fidèle de Louis VI le Gros, il lutta contre Henri Ier Beauclerc aux côtés de Galéran II de Meulan.
Guillaume Mauvoisin, dit Guillaume de Garlande, repousse les Anglais sous les murs des Mantes en 1188, juste avant la victoire de Philippe Auguste lors du combat des Belles Lances (bataille de Soindres, 11 août 1188).[réf. nécessaire]
Pierre Mauvoisin fut aux côtés de Philippe Auguste à la bataille de Bouvines, il en fut récompensé par le don de la seigneurie de Nonancourt. On le retrouve aussi châtelain de Lyons-la-Forêt.
Robert II Mauvoisin, soumet Marmande lors de la Croisade des Albigeois en juillet 1212 pour Simon de Montfort, il est l'auteur d'une branche qui s'éteint avec Hugues de Malvoisin, mort avant 1312, et qui est à l'origine de la commune de Mauvezin-sur-Gupie.[réf. nécessaire]
Guy IV Mauvoisin combat aux côtés de Saint Louis à Taillebourg et à La Mansourah lors de la septième croisade en 1250.
La famille Mauvoisin s'est éteinte en 1458.

## Personnalités
- Samson de Mauvoisin, archevêque de Reims (1140-1161).
- Guillaume de Mauvoisin (en) évêque de Glasgow (1199-1202), puis évêque de Saint-Andrews (1202-1238).
- Robert de Mauvoisin, archevêque d'Aix-en-Provence (1313-1318).

## Terres
Toutes les terres qui suivent sont situées dans le Nord-Ouest des Yvelines, à l'exception des deux dernières :
- Rosny-sur-Seine
- Boissy-Mauvoisin
- Fontenay-Mauvoisin
- Jouy-Mauvoisin
- Magnanville
- Mousseaux-sur-Seine
- Perdreauville
- Soindres
- Buchelay
- Bénouville (Calvados)[7]
- Mauvezin-sur-Gupie

Les Mauvoisin possédèrent des châteaux à Rosny, Fontenay-Mauvoisin, Rolleboise et Lommoye. La tour du Mesnil-Renard à Bonnières fit aussi partie de leurs possessions.

## Châteaux
- Château de Rosny-sur-Seine
- Château de Bénouville

## Armes
| Blason                            | Blasonnement | Note |
| --------------------------------- | --- | ---- |
|                                   | Famille Mauvoisin D'or à deux fasces de gueules.                                                                                     |      |
| Blason Famille Mauvoisin Lyonnais | Famille Mauvoisin (Branches de Chevrière, La Liègue et Rébé) (Beaujolais, Forez) D'or, à la fasce ondée de gueules.[réf. nécessaire] |      |
|                                   | Famille Mauvoisin D'or, à une fasce haussée et ondée de gueules.[réf. nécessaire]                                                    |      |
|                                   | Famille Mauvoisin de la Liègue D'or, à la fasce ondée de sable.[réf. nécessaire]                                                     |      |